# 徐进星
徐进星（1929年—），男，台湾苗栗人，中华人民共和国政治人物，中华全国台湾同胞联谊会原副会长、顾问，广东省台湾同胞联谊会原会长，中共十二大代表。